# Краснополянский сельский округ (Северо-Казахстанская область)
Краснополянский сельский округ (каз. Красная Поляна ауылдық округі) — административная единица в составе Тайыншинского района Северо-Казахстанской области Казахстана. Административный центр — село Красная Поляна.
Население — 2292 человека (2009, 3535 в 1999, 4738 в 1989).

### Динамика численности
| Численность населения | Численность населения | Численность населения |
| 1989                  | 1999                  | 2009                  |
| --------------------- | --------------------- | --------------------- |
| 4738                  | ↘3535                 | ↘2292                 |

## Социальные объекты
На 1 сентября 2020 года на территории сельского округа функционируют: 3 школы, 4 библиотеки, 10 крестьянских и фермерских хозяйств, 6 товариществ с ограниченной ответственностью, 1 производственный кооператив, 10 магазинов, 7 медицинских пунктов.

## История
Краснополянский сельский совет образован 23 октября 1936 года. В апреле 1997 года Краснополянский сельский округ упразднен. Краснополянский сельский округ вновь образован совместным решением 9 сессии областного маслихата и акима области от 28 апреля 2001 года.
В состав сельского округа 7 апреля 1997 года была включена территория ликвидированных Краснодольского (сёла Краснодольское, Ростовка, Южный), Озерного (сёла Озёрное, Степное) и 28 апреля 2001 года Черниговского сельских советов (сёла Черниговское, Глубокое). Село Ростовка было ликвидировано в 2008 году.

## Состав
В состав округа входят такие населенные пункты:
| Населенный пункт     | Население, человек (1989) | Население, человек (1999) | Население, человек (2009) |
| -------------------- | ------------------------- | ------------------------- | ------------------------- |
| Глубокое, село       | 324                       | 233                       | 48                        |
| Доброжановка, село   | 258                       | 249                       | 174                       |
| Красная Поляна, село | 1368                      | 983                       | 696                       |
| Краснодольское, село | 645                       | 476                       | 299                       |
| Озёрное, село        | 642                       | 605                       | 511                       |
| Ростовка, село       | 119                       | 84                        | -                         |
| Степное, село        | 267                       | 217                       | 149                       |
| Черниговское, село   | 672                       | 403                       | 194                       |
| Южное, село          | 443                       | 369                       | 221                       |